# Anna Eliasson
Anna Brita Eliasson, gift Hägglund, född 5 augusti 1944 i Stockholm (Enskede), är en svensk politiker (centerpartiet).
Anna Eliasson är dotter till statsrådet och landshövdingen Lars Eliasson. Hon var riksdagsledamot för Stockholms kommuns valkrets 1971–1982, en kort tid efter valet 1982 också statsrådsersättare.